# Domingo Guerra y Mota
Domingo Guerra y Mota (1857-1929) fue un escritor español.

## Biografía
Nacido en Sevilla el 8 de marzo de 1857, cursó Derecho en la Universidad de Sevilla y escribió para el teatro. Fue descrito por Cejador y Frauca como «buen autor, delicado». Entre las obras que estrenó se encontraron los juguetes cómicos en un acto y en prosa Saturno, Los monigotes y Los carcamales, las comedias en un acto La soberana, Los moscones, Los melones, De buena pasta, Con arma blanca, A solas con todo el mundo y El alma de los gemelos, y el monólogo La Clement. Falleció en 1929.